# Leila Shahid
Leila Shahid (Beirut, 1949) es una diplomática palestina. Fue la primera mujer embajadora de Palestina, sirviendo a la OLP en Irlanda en 1989, en los Países Bajos en 1990, y luego sirviendo a la Autoridad Palestina en Francia, donde había tomado posesión de su cargo en París en 1993. De 2006 a 2014, fue Delegada General de Palestina ante la UE, Bélgica y Luxemburgo.

## Trayectoria
Es hija de Munib Shahid y Serene Husseini Shahid, por lo que está emparentada con el clan Al-Husayni. Los padres de Shahid eran de Acre y Jerusalén, pero ella creció con sus dos hermanas en el exilio en Líbano. Tras estudiar antropología y psicología en la Universidad Americana de Beirut, Shahid trabajó en los campos de refugiados palestinos hasta 1974, cuando comenzó su doctorado en antropología en París, donde conoció a Jean Genet. En 1976 fue elegida presidenta de la Unión de Estudiantes Palestinos en Francia.
En septiembre de 1982, Shahid y Jean Genet viajaron a Beirut. Llegaron durante las masacres de Sabra y Shatila. El relato de Genet se publicó en «La revue d'études palestiniennes», en un artículo titulado Quatre heures à Chatila (Cuatro horas en Chatila); la película de Catherine Biscovitch «Bailando entre los muertos» se basó en este artículo de Genet.
En 2004, estuvo con el líder palestino Yaser Arafat durante sus últimos días.
Fue durante mucho tiempo directora de «La revue d'études palestiniennes» (La revista de estudios palestinos), y actualmente es miembro de su junta directiva.
El Tribunal Russell sobre Palestina se creó en respuesta a un llamamiento de Leila Shahid y Ken Coates (Presidente de la Fundación Bertrand Russell para la Paz), Nurit Peled (israelí, Premio Sájarov para la Libertad de Conciencia 2001).
Aunque no es bahaí, es tataranieta del profeta bahaí Baha'u'lláh a través de su padre, que era nieto de Abdu'l-Baha. Su padre fue excomulgado de la Fe bahaí por oponerse a Shoghi Effendi.